# 夏色まつり
夏色 まつり（なついろ まつり、英: Natsuiro Matsuri、中: 夏色 祭）は、日本のバーチャルYouTuber、バーチャルアイドル。所属事務所はホロライブプロダクション。「ホロライブ1期生」のメンバー。

## 概要
誕生日は7月22日。身長152センチ。挨拶は「こんにちわっしょ～い！ ホロライブの清楚担当、みんなのアイドル、夏色まつりです！」など。
キャラクターデザインは皆村春樹、3Dモデルは、ぽんぷ長がそれぞれ担当。
ファンの名称は「まつりす」。
2018年5月2日から13日にかけカバー株式会社が行った、自分の声でのライブ配信や動画投稿の実績がありVTuberにチャレンジしたい個人を対象とした専属VTuberオーディションで募集が行われ、同月9日から18日にかけて行われた選考の結果、同年6月1日よりTwitter、YouTube Liveにて活動を開始した。キャラクターの名前、デザインラフはオーディション開始時にイラストレーターと共に公開された。

## 活動・人物

### 配信内容
- 配信内容のメインは雑談やゲーム実況。歌が得意であり、配信の中で歌声を披露することもある[10]。
- 配信開始時のかけ言葉は「こんにち/こんばんわっしょ〜い！」、終了時は「おまつりわっしょ〜い！」となっている。
- 自他共に認める雑談好きで、23年5月現在も企画や雑談・ゲーム等の配信内容を問わず会話に話を咲かせていることが多い。また話し手側のみに限らず、聞き手側に回り相槌を打つことも好んでおり、状況に応じてまとめ役に回ることも少なくない。そういったことも影響しホロライブ内公式企画の司会や、ライブイベント『Vtuber Fes Japan』2022[11]および2023[12]のMCとしても抜擢された。
- 歌とダンスを好きなものとして挙げており、週に1回定期配信として歌う枠を取っているほか、ホロライブメンバーを集めてカラオケ企画を行うこともある。また「自分はあまり物事を継続して行えるタイプではない」と語る一方で、上述の歌枠とは別にダンスも長期的に続けており、ライブイベントでも積極的に披露したりタレントとのコラボでもレッスン配信を行ったことがある。
- 「ホロライブの清楚担当」を自称しているが、特に活動初期においては頻繁に下ネタ発言が飛び出すほか、ゲームをプレイしている最中に水を飲んでトイレを我慢するといった配信を行うことがあった[13]。ただしこういった一見して「目立つ行動」については、後に自身が好んで行っていた以外にも、「活動初期はまだ比較的大きくなかったホロライブを（そういった活動をする自分を入り口に）広めるため」の側面もあったと振り返っている。
- 上記の理由から、同じホロライブのタレントから「夏色よりひどいことをしなければ大丈夫」と評され、ボーダーラインとして「まつりライン」とも呼ばれている[10]。このラインについて、当時を振り返り同期の白上フブキは「もっと自分を出していいんだ」、アキ・ローゼンタールは「アクセルを踏んであんなことやっていいんだ！」と思うきっかけになったと話している[14]。

### VTuberとの関係

#### 白上フブキ
- ホロライブ1期生で同期にあたる。『夏色吹雪』のコンビ名で多くの活動を共にしている。コラボ内容は雑談やゲームに限らず、激辛食品企画、TRPG、昆虫食企画…と多岐にわたる。
- まつりは愛情表現として彼女のことを度々「嫁」と発言しているが、2018年10月12日に開催された企画『ジンジャの神様』[15]において、フブキはまつりが「普段から多くの女性に愛情表現をしていること」を指し、「まつりちゃんの浮気性が治ったら結婚します」と断った。
- 企画『ジンジャの神様』[15]や『ニコニコ超会議2019』[16]、『Anime Japan2020』[17] 等のイベントにユニットとして出演。宮田製菓のヤングドーナツコラボ[18]、MOLLY.ONLINEコラボにおいてもグッズが販売された[19]。また、2022年8月27日には『VARK Cinderella switch～みんなでつくるホロライブ～』にて2人によるユニットライブが行われている。

#### 赤井はあと
- ホロライブ1期生で同期にあたる。交流としてはお互いに好意的に思っていることを前提に、エンタメとして激しい言葉のやりとりをすることが多く、もののたとえで言う「プロレス」に該当する。
- 2021年6月18日には記念ライブ出演辞退を巡り「お互いの情報伝達ミス」が原因でトラブルがあったものの、当人間で事情を確認、程なくして和解した。「仲直り配信」と称して行ったコラボ配信では、(プロダクション内で半ば恒例となっている)昆虫食を罰ゲームとし、ゲームでの対決を行った。
- 上記の流れを踏まえ、はあとはまつりを『BROMIE』と称している(英単語の「brother」と「homie」を略したスラングと思われる。解釈としては「兄弟のような距離感の相方、または相棒」が自然か)。対してまつり側は後に彼女のことを「戦友のよう」と発言しており、お互い先述のトラブルを信頼という形に昇華した。
- 2022年8月30日にホロライブ内で行われた企画「マインクラフトホロ鯖夏祭り」においては、同プロダクション所属の桃鈴ねねと併せて『ぴーかーぶぅ』という名称で3人ユニットを結成、企画の準備を進めた。

#### 常闇トワ
- ホロライブ4期生。常闇トワとは2021年1月15日に開催されたエーペックスレジェンズの大会『VTuber最協決定戦Season2』でチームを結成。以降同ゲームの大会が開催されるたびに(多くの場合はライバルとして)度々顔を合わせている。後に行われたインタビューではチームメイトだった彼女および花芽すみれについて、「こんないい友達はいません」と語っている[20]。
- まつりが好意を見せるとトワ側はそれを突っぱねるというやりとりが定番となっているが、一方で彼女は「(言動が過激で)やばい人だけど優しい」、「自身が落ち込んだ際にもよく好物のお寿司をおごってくれた先輩」、「ホロライブメンバーに何かあった時真っ先に声を上げてくれる」とまつりへの信頼が垣間見える発言をしている。

#### 姫森ルーナ
- ホロライブ4期生。お互いを「ルーナ」「まつりちゃ先輩」と呼び合い、特に彼女のデビュー初期には多くコラボ配信を行った。コンビ名は『フェスティバル―ナ』。後に自身の1周年配信においてルーナは、「自分から声をかけるのが苦手な中声をかけてくれたのがまつりちゃ先輩でした。何度も助けられ、命の恩人だって常に心にある思いです」と語った。
- そういったエピソードもあってまつり側もとりわけ彼女については涙もろいのか、彼女が関わる事柄には度々感極まって号泣している。(まつり自身の記念配信で彼女にプレゼントを贈られた際や誕生日にメッセージをもらった際など)
- 本人たちの間で取り上げて触れられたことはないが、2022年9月1日のコラボ配信では、ルーナ→まつりへの呼称が「まつりちゃ先輩」から「まつりちゃん」に変化したことが確認されている。

#### 星川サラ
- にじさんじ所属のバーチャルYouTuber。まつりはデビュー初期から星川サラのファンであることを公言している[21]。彼女に関連するグッズ等は欠かさず購入しているほか、友人としてプライベートでも交流があり、なおかつコラボで共演した際、あるいは自配信においてもその好意を伝えている。また、同じ活動をする立場として「自身の良さを前面に出していく姿勢」、「その良さを欠かさず磨く努力家であること」を尊敬していると語っている。
- 2022年4月17日に開催されたエーペックスレジェンズの大会『VTuber最協決定戦Season3』においては彼女から誘われる形でチームを結成。ぶいすぽっ！所属の空澄セナとともに大会へ出場した。2023年6月10日に開催される彼女のソロライブにもゲストとして出演が決定している。[22]

### ゲームについて
- マインクラフトやどうぶつの森シリーズ、Raftといったその世界観の中で生活するゲームを好む傾向にある。後述するFPS要素のあるARKやRUSTといったゲームにおいても同様。また、対戦型のゲームも好み、過去多くの大会に出場している。渋谷ハルやCrazy Racoon主催のエーペックスレジェンズ、ホロライブ内で行われたスプラトゥーンの大会を主催、ポケットモンスター[23]、マリオカートの大会などにも出場。ただし活動を始めるまで私生活でほとんどゲームをプレイした経験がなく、後述するエーペックスレジェンズおよびFPSについても活動開始後に興味を持ち始めた。
- 活動の中で出会ったゲームについてニーア オートマタやデトロイト ビカム ヒューマンが特に印象に残っていると挙げているほか、エーペックスレジェンズについては友人に誘われプレイし、渋谷ハル主催の『VTuber最協決定戦APEX Season1』に同じホロライブメンバーと出場した[24]ことをきっかけに大きくハマっていった。

### その他エピソード
- 声優の悠木碧を憧れの存在であると語っており、声優を志し活動していく中でも大きな影響を受けている。彼女が出演しているアニメやラジオを注目して視聴しているほか、アバターを作ることのできるゲームでは彼女をモチーフとしたキャラクターを作成したこともある。(そのことは後に彼女に認知されている。)また、度々彼女と話すことを夢の一つとして掲げていたが、2022年10月29日に実施されたホロライブ公式番組『ホロライブのそれテストに出ますか？』では念願の競演を果たす。続く2023年6月15日の夏色まつり5周年記念配信においても周年を祝うメッセージが寄せられ涙を流した。
- クリエイターユニットHoneyWorksのファンであることを度々公言しており、中でも楽曲『ファンサ』は特別好んでいる。自身でも歌ってみた動画を投稿しているほか、「特別な場面で歌いたい」として、自身の記念ライブやホロライブ全体ライブなどにおいても多く歌唱している。活動の中でいずれ楽曲制作をお願いしたい等の発言もあったが、2023年8月27日に開催されたイベント『ホロライブ・サマー2023 3DLIVE Splash Party! Sunshine』にて、彼女も参加する音楽プロジェクト『hololive × HoneyWorks(ホロハニ)』が発表された。
- 大のVTuber好きとして知られている。活動初期から暇さえあれば企業所属/個人活動に限らず数多くの配信を視聴、コメントを残したりコラボに発展することもある。そういった経験を踏まえて、「ホロライブを珍しいものとしてではなく「当たり前の存在」にしていきたい」、「男女や企業/個人(活動)問わずVTuber界隈全体を盛り上げていきたい」と目標を掲げている。2021年12月18日に行われた『VTuber Fes ステージ出演オーディション2022』にもゲストとして出演し、同番組中においてもオーディション参加者(Vtuber)の多くを把握している旨を話した[25]。また、2023年8月31日に行った自身の誕生日記念配信にてオリジナル曲『ばーちゃらぶ』を披露。自身がVtuberファンであることから、同楽曲はそれを基にした「ファン目線で見たVtuberへの想い」を歌詞に表している。2023年10月22日には、「Youtubeチャンネル登録者数1万人以下のVtuber」を対象とした原石発掘企画を自身のチャンネルで行った[26]。同配信内では企画進行をまつりが担当し、数年活動を行っているメンバー・デビュー後数か月・まだYoutubeデビュー配信を行っていないメンバー(22日時点で動画投稿・SNSでの挨拶のみ)等を始めとした7人の紹介とトーク・自己PRといった構成で配信を進行した。第2回も予定している。
- 好きな食べ物として宮田製菓のヤングドーナツを挙げている。2020年7月22日に白上フブキと共にコラボを実施した[27]。また、翌年同日には同じくコラボ第2弾として単独でのコラボを実施[28]。
- ＆honeyのシャンプーを愛用・度々公言しており、2023年2月28日に案件として同商品のPR動画を公開した[29]。
- 工業高校に在学している[30]。工業高校に進学した理由は「声優は厳しい世界なので手に職をつけるため。物作りが好きで、出身が愛知県の工業地帯だったから」[31]。

## 略歴
- 2018年
  - 6月1日より配信活動を開始。
  - 11月1日、新衣装お披露目配信を実施。

- 2019年
  - 1月1日、チャンネルメンバーシップを解禁。
  - 4月15日、3Dお披露目配信を実施[32]。
  - 8月6日、水着衣装お披露目配信を実施。
  - 8月27日、YouTubeチャンネル登録者数10万人を達成した[33]。
  - 9月27日、ホロライブ×ガストコラボ動画が公開された。

- 2020年
  - 1月1日、お正月衣装お披露目配信を実施。
  - 3月2日、ファンメイドのロリータ衣装お披露目配信を実施。
  - 6月20日、2周年記念配信の実施とともに1stオリジナルソング「君と眺める夏の花」を公開した[34]。
  - 10月28日、新衣装お披露目配信を実施。

- 2021年
  - 5月28日、ホロライブ1期生による音楽ライブ『from1st』を開催[35]。
  - 6月1日、YouTubeのチャンネル登録者数が100万人を突破。ホロライブプロダクション史上17人目[36]。
  - 同日に3周年を迎え、記念配信を実施。
  - 8月13日、ホロライブ×パ・リーグ6球団コラボが決定[37]。
  - 9月25日、新衣装お披露目配信を実施。
  - 12月27日、ねんどろいどが発売された[38]。

- 2022年
  - 4月1日、ファンメイドのエイプリルフール新衣装お披露目配信を実施。
  - 6月4日、4周年記念配信を実施。同配信は新髪型お披露目も兼ねていた。
  - 7月22日、誕生日配信を実施、同配信内で新3D衣装お披露目。

- 2023年
  - 1月26日、新差分衣装お披露目配信を実施。
  - 3月19日、ホロライブ4th Fes「Our Bright Parade」にて新曲「ゼッタイ王政カーニバル！」を披露。
  - 翌日20日より、3rdオリジナルソングとして公開＆リリース開始[39]。
  - 8月31日、誕生日配信を(本来は7月22日に行うが振替の形で)実施。新曲「ばーちゃらぶ」を披露。
  - 11月1日、活動5周年記念配信を実施。許可を得たうえで、ドワンゴのニコニコ動画を模した演出のライブを披露。

- 2024年
  - 6月1日、ホロライブ1期生によるデビュー6周年記念配信を実施。新曲「Secret Garden」を披露。
  - 7月22日、誕生日新衣装お披露目配信を実施。

- 2025年
  - 1月29日、YouTubeのチャンネル登録者が150万人を超えた[40]。

## 主な出演

### ライブ・イベント

#### 2019年
- バーチャルチョコレートお渡し会（2019年2月14日、TSUKUMOパソコン本店）[41]
- 第1回 #ばーちゃるぱーく in 秋葉原エンタス（2019年4月1日、秋葉原エンタス）ゲスト出演[42]
- ニコニコ超会議2019 超bilibiliブース（2019年4月27日 - 28日、幕張メッセ）[43]
- COMICUP24(6月7日 - 6月8日、bilibiliイベントステージ)[44]
- REALITY FESTIVAL3(8月12日 - 19日、配信イベント)[45]
- cluster(9月16日、VRアプリcluster内での配信)[46]
- BILIBILI WORLD 上海（2019年10月4日 - 6日、Bilibili）[47]
- 四⽉⼀⽇さん家の ON STAGE（2019年12月12日、全国9会場）ゲスト出演[48]
- バーチャルスナック（2019年12月28日、スナック十°）[49]
- V-RIZIN2019（2019年12月29日、さいたまスーパーアリーナ）[50]

#### 2020年
- 「hololive 1st fes. ノンストップ・ストーリー」（2020年1月24日、豊洲PIT）[51]
- Anime Japan2020(3月21日 - 22日)[52]
- TOKYO IDOL FESTIVAL オンライン 2020（2020年10⽉2⽇ SPWNでのバーチャルライブ※）[53]
- 「hololive 2nd fes. Beyond the Stage Supported By Bushiroad」STAGE2（2020年12月22日 ニコニコ公式有料生放送&SPWN※）[54]

#### 2021年
- ホロライブ×ジョイポリス HAPPY PARTY『ホロ×マッチ』（2021年1月30日 東京台場・ジョイポリス）[55]
- VTuber Fes Japan 2021 DAY2（2021年1月31日 川口総合文化センター・リリア）[56]
- hololive IDOL PROJECT 1st Live.『Bloom,』（2021年2月17日 ニコニコ生放送&SPWN※）[57][58]
- バーチャルユニットフェス「VILLS」vol.2（2021年3月21日、SPWN）[59]
- VARK Cinderella switch～ふたりでみるホロライブ～（2021年3月27日、VRライブ、ニコニコ生放送※）[60]
- hololive 1st Generation 3rd Anniversary LIVE「from 1st」（2021年5月28日、SPWN※）[61]
- SANRIO Virtual Fes in Sanrio Puroland（2021年12月11日、SPWN・DOOR・VRChat※）[62][63]

#### 2022年
- hololive Valentine2022 イチ推しトーク！(2月20日、べるさーる秋葉原)
- 「hololive 3rd fes. Link Your Wish Supported By ヴァイスシュヴァルツ」Day1（3月19日、幕張メッセ）[64]
- VTuber Fes Japan 2022 DAY1 supported by poidy（2022年4月29日、幕張メッセ）[65]
- VARK Cinderella Switch～みんなでつくるホロライブ～（2022年8月27日、VRライブ、ニコニコ生放送※）[66]
- hololive Summer2022~Climax Story Live~（2022年8月31日、Youtube※）
- hololive production COUNTDOWN LIVE 2022▷2023（2022年12月31日、Youtube※）

#### 2023年
- 「hololive 4th fes. Our Bright Parade Supported By Bushiroad」STAGE2（2023年3月18-19日 Streaming+&SPWN※）[67]
- VTuber Fes Japan 2023（2023年4月30日、幕張メッセ）[68]
- 星川サラ1st LIVE「星くず Shining Day -きみがみつけた⼀番星-」ゲスト（2023年6月10日、ニコニコ生放送※）[69]
- ホロライブ・サマー2023 3DLIVE Splash Party! Sunshine（2023年8月27日、Youtube※）[70]

#### 2024年
- 「hololive 5th fes. Capture the Moment Supported By Bushiroad」（2024年3月16日 - 3月17日、幕張メッセ）[71][72]

#### 2025年
- 「hololive 6th fes. Color Rise Harmony」DAY1（2025年3月8日、幕張メッセ）[73][74][75]

### ドラマ
- 四月一日さん家と （2020年、若木 春）[76]

### テレビアニメ
- 探偵はもう、死んでいる。（2021年7月、夏色まつり）[77]

### テレビ番組
- NHKバーチャル文化祭（2020年8月14日、NHK総合）[78]
- 超人女子戦士 ガリベンガーV「おにぎりSP」(2020年9月12日、テレビ朝日)
- 超人女子戦士 ガリベンガーV「ウンチ化石SP」(2022年4月8日、テレビ朝日)
- 超人女子戦士 ガリベンガーV「体幹トレーニングSP」(2022年9月9日、テレビ朝日)[79]
- 超人女子戦士 ガリベンガーV「ワンちゃん猫ちゃんのカワイイ動画大集合SP」(2023年5月13日、テレビ朝日)[80]

### インターネット配信
- bilibili春のV祭り 赏樱会（2020年3月22日、bilibili・ニコニコ生放送）[81]
- 超人女子戦士 ガリベンガーV「ガリベン納涼祭」(2020年9月5日、テレ朝動画)
- 超人女子戦士 ガリベンガーV大感謝祭(2021年4月3日、テレ朝動画)
- 超人女子戦士 ガリベンガーV presents「錦鯉渡辺のVTuber広報室 〜前編〜」（2021年9月17日、YouTube）[82][83]
- まつりとシオンで『ポケモン ダイヤモンドパール』（2021年9月23日、ニコニコ生放送）[84]
- プロジェクトV（2021年9月29日、日本テレビ・SPWN）[85] 共演：大空スバル、シスター・クレア（にじさんじ）、森中花咲（同左）、富士葵
- プロジェクトV「1周年記念ライブ Summer Voyage！！開催直前SP」(2022年7月1日、日本テレビ・SPWN)
- 超人女子戦士 ガリベンガーV全校集会(2022年7月1日、テレ朝動画)
- プロジェクトV「Summer Voyage!」(2022年7月3日)[86]
- Vの占い館(2023年3月29日)[87]
- アスタータタリクス公式生放送「～オープンキャンパス～」(2023年4月21日、Youtube)[88]
- ミューコミVR(2023年5月1日、Youtube)
- au PAYマーケット「ショッピングwithV」(2024年6月12日)

### ゲーム
- うつろにっき（2019年4月26日、なつな）[89]
- 暁のブレイカーズ（2019年5月23日、夏色まつり）[90]
- アークオーダー（2019年9月19日、夏色まつり、中国版表記は『方舟指令』）
- アズールレーン（2019年11月27日、夏色まつり）[91]
- ブラウンダスト（2020年9月3日、ユリセア）[92]
- グルーヴコースター ワイワイパーティー!!!!（2020年9月24日、夏色まつり） - DLC追加キャラクター[93]
- ルリイロデイズ（2020年11月22日、まつり）[94]
- hololive ERROR(2022年7月18日、夏乃 華火)[95]
- タワーオブスカイ（2023年5月30日 - 6月13日、夏色まつり）[96]
- 妖怪ウォッチ ぷにぷに（2025年3月1日 - 16日） - コラボイベント期間にゲーム内キャラクターとして追加[97]。

### MV
- HIMEHINA『V』[98]

## タイアップ/コラボレーション

### 2019年
- Overidea(2月17日)　Overidea×bilibiliコラボによる配信企画にホロライブよりロボ子さん、夏色まつり、湊あくあが参加。
- エンタス(3月15日)　『エンタス』大型街頭ビジョン『オノデンMX』ビジョンにてVtuber応援企画CMが放映された。
- AKIHABARAゲーマーズ(3月21日 - 4月10日)　ホロライブタレント14名がモデルのグッズが販売された。
- グレイプニル(4月6日、4月13日、4月20日)　ホロライブ所属タレントの夏色まつり、湊あくあ、宝鐘マリンの3名でアニメ『グレイプニル』1～3話までの映像付き同時視聴が行われた。
- 暁のブレイカーズ(5月23日)　ホロライブコラボ第2弾としてキャラクター実装＆期間限定イベントが実施された。(期間限定ステージについては後に常設化された)
- アトレ秋葉原(6月1日、6月15日 - 26日)　第一弾・二弾コラボを実施。
- Fate/GrandOrder(8月31日 - 9月1日、中国版公式イベント)
- cluster(9月16日)　ホロライブメンバーによる大型クイズVRイベントが開催された。
- ファミレスガスト(9月27日)　ホロライブメンバー4名による食レポを実施。
- よみうりランド（10月4日 - 10日）ウォータースライダーとのコラボレーションを実施。
- アズールレーン(11月27日)　ホロライブよりタレント7人(＋1名の楽曲)によるコラボが実施、同タレントのキャラクターが実装された。

### 2020年
- VTuberチップス2
- CODE Meee(6月20日)　ホロライブ所属タレントをイメージしたアロマスプレー『ホロアロマ』が第1弾として販売された。
- 探偵はもう、死んでいる。(6月24日)　同作品の第1巻感想会という形でプロモーション動画が投稿された。
- Vtuberチップス2(6月29日)　『Vtuberチップス』第2弾として登場。同事務所タレントのさくらみこ・宝鐘マリンとともに開封・紹介配信を行った。
- 戦乙女の食卓(7月7日)　ホロライブより白上フブキ、赤井はあと、夏色まつりの3名による同時視聴配信が行われた。
- 宮田製菓ヤングドーナツ(7月22日)　同期タレント白上フブキと共にタイアップする形でグッズ付き商品を販売。
- 探偵はもう、死んでいる。(8月4日)　プロモーション企画として白上フブキと生配信で作品を紹介。
- Reバース for you（8月21日、株式会社ブシロード）『Reバース for you トライアルデッキ「ホロライブプロダクションver.ホロライブ」』に収録。
- バンダイ(9月25日)　『ホロライブ アクリルスタンド vol.1&2』アミューズメント景品として登場。
- ブシロードゲーム情報局（9月29日、株式会社ブシロード）　ホロライブタレントが12日連続でゲスト出演する配信が実施。
- D4DJ Groovy Mix（10月16日、23日、株式会社ブシロード）　D4DJの公式YouTubeでの特別動画に出演。

### 2021年
- ジョイポリス(1月9日 - 2月11日)　ホロライブ×ジョイポリスコラボを開催。アトラクションやコラボメニューのほか、交流イベント「ホロ×マッチ」が開催された。
- プレミアムバンダイ(2月5日)　同事務所タレントときのそら、白上フブキとともに(目標数量到達で商品化という企画のもと無事規定の数量を達成する形で)ホロライブサマーコレクションフィギュアが商品化した。
- チュウニズム（3月4日 - 3月31日、株式会社セガ）　ホロライブコラボが実施され、ゲーム内でキャラクターとして登場。
- DMMスクラッチ（3月8日 - 28日、合同会社DMM.com）ライブイベント「VILLS vol.2」オリジナルグッズが販売された。
- ファミリーマート(3月23日)　ホロライブ所属タレント6名による「ホロマート」vol.2コラボが実施。
- 伊豆箱根(3月26日 - 6月9日)　伊豆とホロライブ所属タレント27名によるツアーキャンペーン「ホロ伊豆ム」を実施。
- 春ゆきてレトロチカ(5月12日)　ホロライブ所属タレント4名によるプレイ配信が実施された。(同タレント夜空メル、博衣こより、鷹嶺が発売日前の先行プレイ配信、夏色まつりは発売日当日の配信)
- Apex Legends(5月22日)　「Global Series」北アジア太平洋大会「Championship-APAX North」ゲストコメンテーターで出演。
- ラグナロクオリジン(6月29日)　サービス開始に合わせホロライブタレント4名による配信が3日間行われた。
- バンダイ（7月20日） ガシャポンオンライン「アクリルスイングコレクション 〜1期生〜」として発売。
- MOLLY.ONLINE(6月18日)　白上フブキと共にキャラクターグッズが登場。
- VTempo(6月25日)　Vtuberグッズを取り扱う通販サイト『VTempo』オープンに合わせて完全受注生産のオリジナルパーカーが販売された。
- 探偵はもう、死んでいる。(7月18日)　プロモーションに続きアニメに本人役として出演。
- ヤングドーナツ(7月22日、宮田製菓)　2020年に続き、今度は夏色まつり単独でのタイアップ。同じくグッズ付き商品を販売。
- アトレ秋葉原（8月1日 - 8月15日）2019年に続き、ホロライブコラボイベントが開催。同プロダクションのグッズが販売された。
- ポケットモンスターダイヤモンド＆パール(9月23日)　同作のリメイク作品にあたる『ブリリアントダイヤモンド・シャイニングパール』の発売に先駆け、Youtubeおよびニコニコ生放送において3時間限定の予習配信が行われた。
- バンダイ(8月13日)　プライズシリーズ『hololive IF』がアミューズメント景品として登場した。
- ばくだん焼本舗(9月11日 - 10月1日)　コラボグッズおよび本人プロデュースの飲食メニューが販売された。
- ブシロード(9月29日)　ブシロードゲーム情報局にて、ゲーム『ラブライブ！スクールアイドルフェスティバルALL STARS』をプレイする形で配信に出演。
- プロ野球パシフィック・リーグ(10月3日)　ホロライブより12名のタレントとリーグ所属チームとのタイアップを実施。同日に行われた試合では、同事務所タレント白銀ノエルとともに場内アナウンスを担当。
- VILLAGE/VANGUARD(11月6日)　ホロライブより夏色まつりを含む4名のタレントがコラボ・グッズ販売された。
- ローソン(12月7日)　「ホロクッキング」1番くじ、『ホロのクッキーパーティ』が販売された。
- アナザーエデン(12月10日)　計8名による『アナザーエデン』実況配信が7日間にわたって実施された。
- ブシロードクリエイティブ(12月18日 -)　各地域限定でグッズを販売する「ホロライブご当地」が開始された。

### 2022年
- ニコニコ(3月29日)　『Vの占い館』にホロライブ所属タレント5名が出演。
- シン・クロニクル(4月8日)　特別動画、特番配信、ゲーム内アイテムの実装、ホロライブ所属タレント11名による配信を実施。
- 集英社(4月11日 - 5月15日)　マンガの祭典『春マン!!2022』とホロライブがコラボし、タレント総勢35名が選んだ「この春に読んでほしいオススメマンガ3選」を推薦コメントとともに紹介。
- 渋谷モディ(4月15日 - 5月8日)　Vtuber Fes Japanのイベントスペースである渋谷ポップアップストアの(企画)店長に就任。
- Vtuber Fes Japan(4月22日)　29日開催のライブイベントに先駆け、(夏色まつりを含むライブ出演者歌唱の)オリジナル楽曲『ピース！！』が公開された。
- マリオンクレープ(4月25日)　渋谷マルイ店において、Vtuberミライアカリ＆ココロヤミ、朝ノ瑠璃とともにコラボクレープが販売された。
- ホロライブGGW(4月30 - 5月7日、5月8日)　ホロライブ所属タレント各4チームに分かれ行ったゲーム大会。バンダイナムエンターテインメント『太鼓の達人Nintendo Switchば～じょん！』、およびコーエーテクモゲームス『つっぱり大相撲』がプレイゲームタイトルとなり、優勝賞品についても同二社から贈られた。
- カプコン(6月14日)　カプコンショーケース公認ミラー配信を実施。
- Amazon(6月16日)　オンデマンド・プリントサービス「Merch by Amazon」にてホロライブ公式アニメ「ホロぐら」の一部シーンを用いたオリジナルTシャツシリーズを販売開始。
- サンリオ(7月8日)　サンリオキャラクターとの組み合わせ(夏色まつりの場合はシナモロール)でグッズが販売された。
- VARK(8月27日)　VRライブイベント「Cinderella switch～みんなでつくるホロライブ～」に白上フブキとともに出演。
- バンドリ！ガールズアンドパーティ！(8月28日)　同ゲームタイトルによるホロライブ内ゲーム大会が開催された。
- Cake.jp(9月8日 -)　ホロライブプロダクション5周年を記念してオリジナルケーキ缶が販売開始。
- ドン・キホーテ(10月23日 -)　ホロライブ限定コラボグッズを販売。ぬいぐるみ「もちどる」、アクリルスタンドBIG、缶バッジセットが販売された。
- ラブライブ！(11月19日)　ホロライブタレント13名のアニメ「ホロライブ！」同時視聴配信企画を実施。
- 日清カレーメシ(12月9日)　PRとして商品の紹介・生歌ライブを兼ねた(同商品の調理時間にちなんだ5分の)配信を行った。

### 2023年
- &honey(2月28日)　愛用しているシャンプーのレビューという内容で紹介動画を投稿。
- バンダイ(3月17日)　『ホロライブERRORメタリックパスコレクション2』にて同作品内に登場の夏乃華火/夏色まつりとして収録された。
- アスタータタリクス(4月21日)　公式アンバサダーとしてゲスト出演。[146]
- バンダイナムコアミューズメント(4月26日)　ガシャポンオンライン　ホロライブラバーマスコットコレクションvol.5に登場。[147]
- バンダイ(5月29日)　イタジャガ ホロライブ vol.2に登場。第1弾に続き18名のホロライブタレントが収録される。[148]
- タワーオブスカイ(5月30日 - 6月13日)ホロライブより5名のタレントが本人のキャラとしてゲーム内に登場。期間限定イベントが開催された。[149]
- ブラウンダスト2(6月17日 - 21日)　ゲームリリース直前のフォロー＆RTキャンペーンが開催。条件を満たすことで夏色まつりが登場する動画が送られる。[150]
- バンダイ(6月24日)　ホロライブはぐみーつシリーズvol.2にて10名のタレントに焦点を当てたグッズが登場。
- ホロライブ(6月28日)　ホロライブプロダクションカードチョコvol.3に登場。全54種類が収録。[151]
- バンダイ(6月30日)　カードダスhololiveに登場。ホロライブより35名のタレントを収録。[152]
- 東京ドームシティ(7月7日 - )『hololiveCITY』コラボとして複数企画が展開され、『アトラクションズ』および縁日企画の『サマーフェア』でコラボを実施。[153]
- MOVIC(7月14日)　ホロライブ ゆるパレットvol.2に登場。全9種を収録。[154]
- ホロライブ(8月5日)　『hololiveCITY』コラボ開催を記念し、ホロライブプロダクションカードチョコvol.4に登場。全36種類が収録。[151]
- HoneyWorks(8月27日)　新音楽プロジェクト『hololive×HoneyWorks』(ホロハニ)が発表された。同プロジェクトメンバーとして登場、発表時のPVの歌唱パートに参加している。[155]
- アスタータタリクス(9月14日)　同ゲームのTVCM放映記念キャンペーン第2弾として、ホロライブより(夏色まつりを含む)公式アンバサダーVtuber部門の3名が実況配信を行った。
- 梅乃宿酒造(9月24日)　『AIと考えた究極のワクワク あらごしカクテル』のPRとして『あらごしスプラッシュパーティー』を調理。Twitter上にて写真とレビューを投稿した。
- バンダイ(12月22日)　カードダスhololive vol.2「全人類兎化計画」に登場。全53種を収録。[156]
- バンダイ(12月25日)　ホロライブぺこら特製兎田ゼリーに登場。全26種を収録。[157]

### 2024年
- 一番くじ倶楽部(1月12日)　一番くじホロライブvol.4に登場。
- ドンジャラNEO(5月15日)　ドンジャラNEOホロライブに登場。[158]
- コミックナタリー(6月5日)　「花とゆめ」創刊50周年記念特集にコメントを寄せた。[159]
- TECH.C.(8月4日)　ホロライブ×東京デザインテクノロジーセンター専門学校による高校生を対象としたコラボオープンキャンパスが開催予定。[160]
- 京都国際マンガ・アニメフェア2024(9月21-22日)　夏色まつりを含むホロライブ1期生・スタッフ春先のどかによる「京さんぽ」をコンセプトとした記念商品を展開。[161]
- NTTドコモ(9月27日)　ahamo「GIGA MASH PROJECT」企画に天宮こころ、橘ひなの、アルス・アルマル、夏色まつり、尾丸ポルカの5人が参加。ユニットグループを結成し、オリジナル楽曲やオンラインLIVEを予定している。[162]

## ディスコグラフィ
○出典：hololive（ホロライブ）公式サイト

### 夏色まつり
| 発売日        | タイトル                 | 品番     | 出典    |
| ------------- | ------------------------ | -------- | ------- |
| 2021年7月23日 | HiHiハイテンション！     | CVRD-057 | [ 163 ] |
| 2022年7月23日 | ネバギバ夏色ストーリー！ | CVRD-183 | [ 164 ] |
| 2023年3月20日 | ゼッタイ王政カーニバル！ | CVRD-271 | [ 165 ] |
| 2023年9月1日  | ばーちゃらぶ             | CVRD-326 | [ 166 ] |
| 2024年11月2日 | ENDLESS FES              | CVRD-489 | [ 167 ] |
| 2025年3月9日  | ラヴレター               | CVRD-547 | [ 168 ] |
| 2025年7月8日  | ホロメン体操             | CVRD-596 | [ 169 ] |

### hololive 1st Generation
| 発売日        | タイトル             | 品番     | 出典    |
| ------------- | -------------------- | -------- | ------- |
| 2021年5月15日 | Plasmagic Seasons!   | CVRD-045 | [ 170 ] |
| 2024年6月2日  | Secret Garden        | CVRD-431 | [ 171 ] |
| 2025年6月2日  | 電脳ぴゅあ推し大宣言 | CVRD-576 | [ 172 ] |

### hololive IDOL PROJECT
| 発売日        | タイトル                                            | 品番     | 出典    |
| ------------- | --------------------------------------------------- | -------- | ------- |
| 2020年2月17日 | 夢見る空へ                                          | CVRD-002 | [ 173 ] |
| 2021年1月7日  | 至上主義アドトラック                                | CVRD-019 | [ 174 ] |
| 2021年1月21日 | でいり～だいあり～!                                 | CVRD-22  | [ 175 ] |
| 2021年2月11日 | Dreaming Days                                       | CVRD-028 | [ 176 ] |
| 2021年2月19日 | あすいろClearSky                                    | CVRD-031 | [ 177 ] |
| 2022年8月19日 | 飛んでK！ホロライブサマー                           | CVRD-199 | [ 178 ] |
| 2022年8月22日 | ホロメン音頭                                        | CVRD-200 | [ 179 ] |
| 2024年3月15日 | ホロライブ言えるかな？hololive SUPER EXPO 2024 ver. | CVRD-406 | [ 180 ] |
| 2025年2月27日 | Color Rise Harmony                                  | CVRD-537 | [ 181 ] |

| 発売日        | タイトル | 品番     | 出典    |
| ------------- | -------- | -------- | ------- |
| 2021年4月21日 | Bouquet  | HOLO-001 | [ 182 ] |

### その他の参加楽曲
| 発売日         | タイトル                            | アーティスト                                                                     | 品番     | 出典    |
| -------------- | ----------------------------------- | -------------------------------------------------------------------------------- | -------- | ------- |
| 2021年2月25日  | Gimme吟味virtuaる最高star!!!!       | sasakure.UK feat. さくらみこ、白上フブキ、夏色まつり & 宝鐘マリン                | -        | [ 183 ] |
| 2021年8月26日  | 君と眺める夏の花 (feat. 夏色まつり) | -                                                                                | -        |         |
| 2024年11月8日  | GET THE CROWN                       | Hoshimatic Project                                                               | CVRD-497 | [ 184 ] |
| 2024年11月13日 | Boom                                | Team ahamo（天宮こころ / 橘ひなの / アルス・アルマル / 夏色まつり / 尾丸ポルカ） | CVRD-485 | [ 185 ] |

| 発売日         | タイトル                  | アーティスト          | 品番       | 出典    |
| -------------- | ------------------------- | --------------------- | ---------- | ------- |
| 2020年7月10日  | #幻想郷ホロイズム         | 宝鐘マリン            |            | [ 186 ] |
| 2020年12月23日 | IMAGINATION vol.3         |                       | QECR-91003 | [ 187 ] |
| 2024年2月27日  | ほろはにヶ丘高校 -Covers- | hololive × HoneyWorks | HLP-10005  | [ 188 ] |

## 大会実績

### エーペックスレジェンズ
| 大会名                                                                                                   | 開催日         | 開催地 | 配信サイト | チーム                         | メンバー                   | 結果                                     |
| --- | -------------- | ------ | ---------- | ------------------------------ | -------------------------- | ---------------------------------------- |
| VTuber最協決定戦 Ver.APEX LEGENDS (Season1)                                                              | 2020年8月2日   | 日本   | YouTube    | とーますGO☆GO                  | ロボ子さん、百鬼あやめ     | 20組中19位                               |
| 第2回 Crazy Raccoon Cup Apex Legends                                                                     | 2020年11月1日  | 日本   | Mildom     | ライオンの檻にいれられたひよこ | パカエル、宇志海いちご     | 20組中16位                               |
| VTuber最協決定戦 Ver.APEX LEGENDS Season2                                                                | 2021年1月15日  | 日本   | YouTube    | とーますGO☆GO                  | 常闇トワ、花芽すみれ       | 20組中16位                               |
| 第4回 Crazy Raccoon Cup Apex Legends                                                                     | 2021年3月14日  | 日本   | Mildom     | のりまゆげch                   | 杏戸ゆげ、まさのり         | 20組中4位                                |
| 第5回 Crazy Raccoon Cup Apex Legends                                                                     | 2021年5月15日  | 日本   | Mildom     | うるか幼稚園まゆげ組           | 杏戸ゆげ、うるか           | 20組中12位                               |
| にじさんじAPEX Party                                                                                     | 2021年6月12日  | 日本   | Youtube    | ゆきおちまつり                 | 勇気ちひろ、ゆきお         | 20組中1位                                |
| FFL SELeCt CUP                                                                                           | 2021年7月18日  | 日本   | Youtube    | 夏色まつりTeam                 | Eden、Ftyaaaan             | 20組中17位                               |
| VTuber最協決定戦 SEASON3 Ver APEX LEGENDS                                                                | 2022年8月22日  | 日本   | YouTube    | メンヘラ三銃士                 | 不磨わっと、天神子兎音     | 20組中4位                                |
| 第7回 Crazy Raccoon Cup Apex Legends                                                                     | 2021年10月9日  | 日本   | Mildom     | PP勝                           | まさのり、杏仁ミル         | 20組中6位                                |
| VTuber最協決定戦 SEASON4 Ver APEX LEGENDS                                                                | 2022年4月17日  | 日本   | YouTube    | ぴかぴか☆星空フェス            | 星川サラ、空澄セナ         | 20組中17位                               |
| 第9回 Crazy Raccoon Cup Apex Legends （サーバ不調により競技ゲームは 『Fall Guys』及び『Golf It!』へ変更) | 2022年6月4日   | 日本   | Youtube    | しらすフェス                   | Ras、椎名唯華              | 20組中8位                                |
| VISC Apex Tournament -2021 Summer-                                                                       | 2021年6月19日  | 日本   | Youtube    | 夏のくまさんにおめぐみを       | まさのり、めぐみちゃん     | 20組中10位                               |
| 第9.5回 Crazy Raccoon Cup Apex Legends(第9回の振り替え)                                                  | 2022年9月28日  | 日本   | YouTube    | しらすフェス                   | Ras、椎名唯華              | 20組中3位                                |
| Rakuten esportsCup                                                                                       | 2022年12月3日  | 日本   | YouTube    | Guilty Gorilla Festival        | バーチャルゴリラ、ギルくん | 20組中6位                                |
| VTuber最協決定戦 SEASON5 Ver APEX LEGENDS                                                                | 2023年4月15日  | 日本   | YouTube    | 三清傑                         | エルフのえる、藍沢エマ     | 20組中7位                                |
| APEX DREAM MATCH(e-elements)                                                                             | 2023年10月8日  | 日本   | YouTube    | 姫騎士                         | Lykq、Civ:A                | マップ:オリンパス部門1位                 |
| 第1回 猫鯖フェス2024-APEX LEGENDS                                                                        | 2024年3月29日  | 日本   | YouTube    | ちーまゆげ                     | Cheeky、杏戸ゆげ           | 20組中3位(第4マッチ1位および総合3位入賞) |
| えぺまつり APEX LEGENDS SHADOW SOCIETY EVENT GOLDRUSH SPLIT2                                             | 2024年4月6日   | 日本   | YouTube    | みなまゆげ                     | 水無瀬、杏戸ゆげ           | 20組中10位                               |
| VTuber最協決定戦 SEASON6 Ver APEX LEGENDS                                                                | 2024年8月24日  | 日本   | Youtube    | 水色うさぎ                     | 水無瀬、兎咲ミミ           | 20組中20位                               |
| REIGNITE CUP～APEX LEGENDS秋の大運動会～                                                                 | ２024年9月23日 | 日本   | Youtube    | Ftyan組                        | Ftyan、水無瀬              | 入賞なし                                 |

### VALORANT
| 大会名                 | 開催日               | 開催地 | 配信サイト    | チーム       | メンバー                                                                        | 結果     |
| ---------------------- | -------------------- | ------ | ------------- | ------------ | ------------------------------------------------------------------------------- | -------- |
| 第6回CRカップ VALORANT | 2023年10月28日、29日 | 日本   | Twitch、DMMTV | 最速バーガー | 一ノ瀬うるは、小森めと、恭一郎、赤見かるび、夏色まつり、Clutch_Fi(チームコーチ) | 4組中3位 |

### ポケットモンスター
| 大会名                                                          | 開催日           | 配信サイト | メンバー | 結果      |
| --------------------------------------------------------------- | ---------------- | ---------- | --- | --------- |
| ホロライブ剣盾トーナメント (紫咲シオン主催)                     | 2019年12月1日    | YouTube    | 紫咲シオン、さくらみこ、ロボ子さん、夏色まつり、夜空メル、アキ・ローゼンタール、白上フブキ、癒月ちょこ、湊あくあ、大神ミオ、潤羽るしあ、白銀ノエル、兎田ぺこら、不知火フレア、(赤井はあと、猫叉おかゆは当日欠場)                         | ベスト4   |
| ホロポケカップ                                                  | 2020年3月30-31日 | ニコニコ   | ロボ子さん、アキ・ローゼンタール、夏色まつり、百鬼あやめ、紫咲シオン、星街すいせい、白銀ノエル、潤羽るしあ、桃鈴ねね | 1回戦敗退 |
| 新春運試し!!ゆびをふる大会(兎田ぺこら主催)                      | 2022年1月3日     | YouTube    | 兎田ぺこら(主催兼参加)、ロボ子さん、夏色まつり、猫叉おかゆ、潤羽るしあ、宝鐘マリン、白銀ノエル、姫森ルーナ、尾丸ポルカ、獅白ぼたん、鷹嶺ルイ、博衣こより                                                                                 | 2回戦敗退 |
| 第2回ホロポケカップ                                             | 2022年1月27日    | ニコニコ   | 夏色まつり、百鬼あやめ、紫咲シオン、白銀ノエル、潤羽るしあ、尾丸ポルカ、博衣こより、鷹嶺ルイ、ラプラス・ダークネス | 準優勝    |
| 新春運試し!!ゆびをふる大会2023 (兎田ぺこら主催、解説宝鐘マリン) | 2023年1月2日     | Youtube    | 兎田ぺこら(主催兼参加)、宝鐘マリン(解説)、ロボ子さん、星街すいせい、夏色まつり、アキ・ローゼンタール、白上フブキ、癒月ちょこ、猫叉おかゆ、戌神ころね、白銀ノエル、角巻わため、尾丸ポルカ、風真いろは、博衣こより、沙花叉クロヱ、鷹嶺ルイ | 準優勝    |

### マリオカート
| 大会名                              | 開催日        | 配信サイト | ブロック                                           | メンバー | 結果          |
| ----------------------------------- | ------------- | ---------- | -------------------------------------------------- | --- | ------------- |
| マリカホロライブ杯 (さくらみこ主催) | 2019年11月9日 | Youtube    | 予選A (上位5名が「つよ杯」、下位5名が「ざこ杯」へ) | A：ロボ子さん、さくらみこ、アキ・ローゼンタール、赤井はあと、癒月ちょこ、大空スバル、大神ミオ、猫又おかゆ、兎田ぺこら、白銀ノエル                                                              | ―             |
| マリカホロライブ杯 (さくらみこ主催) | 2019年11月9日 | Youtube    | 予選B(同文)                                        | B：夜空メル、白上フブキ、夏色まつり、湊あくあ、百鬼あやめ、戌神ころね、星街すいせい、潤羽るしあ、不知火フレア、宝鐘マリン、(紫咲シオンは体調不良で欠席)                                        | 5位つよ杯出場 |
| マリカホロライブ杯 (さくらみこ主催) | 2019年11月9日 | Youtube    | つよ杯                                             | ロボ子さん、さくらみこ、大空スバル、兎田ぺこら、白上フブキ、夏色まつり、湊あくあ、百鬼あやめ、戌神ころね、猫又おかゆ                                                                           | 7位           |
| マリカホロライブ杯 (さくらみこ主催) | 2019年11月9日 | Youtube    | ざこ杯                                             | アキ・ローゼンタール、赤井はあと、癒月ちょこ、大神ミオ、白銀ノエル、夜空メル、星街すいせい、潤羽るしあ、不知火フレア、宝鐘マリン                                                               | ―             |
| ホロお正月CUP (常闇トワ主催)        | 2021年1月11日 | Youtube    | 予選A (上位4名が「つよ杯」、下位4名が「ざこ杯」へ) | A：さくらみこ、湊あくあ、潤羽るしあ、不知火フレア、白銀ノエル、天音かなた、雪花ラミィ、桃鈴ねね                                                                                                | ―             |
| ホロお正月CUP (常闇トワ主催)        | 2021年1月11日 | Youtube    | 予選B(同文)                                        | B：ロボ子さん、夜空メル、白上フブキ、角巻わため、姫森ルーナ、獅白ぼたん、兎田ぺこら、大空スバル、(紫咲シオンは体調不良で欠席、代わりにスバルがブロック移動)                                    | ―             |
| ホロお正月CUP (常闇トワ主催)        | 2021年1月11日 | Youtube    | 予選C(同文)                                        | C：星街すいせい、アキ・ローゼンタール、夏色まつり、癒月ちょこ、猫又おかゆ、宝鐘マリン、常闇トワ、尾丸ポルカ                                                                                    | 5位ざこ杯出場 |
| ホロお正月CUP (常闇トワ主催)        | 2021年1月11日 | Youtube    | つよ杯                                             | 星街すいせい、白上フブキ、大空スバル、湊あくあ、猫又おかゆ、白銀ノエル、兎田ぺこら、宝鐘マリン、常闇トワ、姫森ルーナ、天音かなた、雪花ラミィ                                                   | ―             |
| ホロお正月CUP (常闇トワ主催)        | 2021年1月11日 | Youtube    | ざこ杯                                             | さくらみこ、ロボ子さん、アキ・ローゼンタール、夏色まつり、夜空メル、癒月ちょこ、不知火フレア、潤羽るしあ、角巻わため、桃鈴ねね、獅白ぼたん、尾丸ポルカ                                         | 2位           |
| ホロお正月CUP2022 (常闇トワ主催)    | 2022年1月7日  | Youtube    | 予選A (上位3名が「つよ杯」、下位3名が「ざこ杯」へ) | A：ロボ子さん、夜空メル、百鬼あやめ、猫又おかゆ、不知火フレア、天音かなた、雪花ラミィ、沙花叉クロヱ、ワトソン・アメリア、七詩ムメイ、IRyS                                                      | ―             |
| ホロお正月CUP2022 (常闇トワ主催)    | 2022年1月7日  | Youtube    | 予選B(同文)                                        | B：星街すいせい、アキ・ローゼンタール、癒月ちょこ、湊あくあ、兎田ぺこら、常闇トワ、ラプラス・ダークネス、博衣こより、がうる・ぐら、セレス・ファウナ、クレイジー・オリー                        | ―             |
| ホロお正月CUP2022 (常闇トワ主催)    | 2022年1月7日  | Youtube    | 予選C(同文)                                        | C：さくらみこ、夏色まつり、大神ミオ、白銀ノエル、角巻わため、尾丸ポルカ、風真いろは、森カリオペ、オーロ・クロニー、九十九佐命、アーニャ・メルフィッサ                                          | 6位終了       |
| ホロお正月CUP2022 (常闇トワ主催)    | 2022年1月7日  | Youtube    | 予選D(同文)                                        | D：白上フブキ、大空スバル、宝鐘マリン、姫森ルーナ、桃鈴ねね、鷹嶺ルイ、一 伊那尓栖、小鳥遊キアラ、ハコス・ベールズ、パヴォリア・レイネ、(紫咲シオンは辞退)                                     | ―             |
| ホロお正月CUP2022 (常闇トワ主催)    | 2022年1月7日  | Youtube    | つよ杯                                             | さくらみこ、星街すいせい、大空スバル、猫又おかゆ、宝鐘マリン、天音かなた、角巻わため、常闇トワ、沙花叉クロヱ、パヴォリア・レイネ、オーロ・クロニー、がうる・ぐら                               | ―             |
| ホロお正月CUP2022 (常闇トワ主催)    | 2022年1月7日  | Youtube    | ざこ杯                                             | 癒月ちょこ、大神ミオ、不知火フレア、白銀ノエル、雪花ラミィ、桃鈴ねね、森カリオペ、小鳥遊キアラ、七詩ムメイ、ハコス・ベールズ、ラプラス・ダークネス、博衣こより                                 | ―             |
| ホロお正月CUP2023 (常闇トワ主催)    | 2023年1月7日  | Youtube    | 予選A(上位4名が「つよ杯」、下位4名が「ざこ杯」へ)  | A：夏色まつり、猫又おかゆ、宝鐘マリン、常闇トワ、桃鈴ねね、沙花叉クロヱ、風真いろは、ワトソン・アメリア、オーロ・クロニー、アーニャ・メルフィッサ                                              | 4位つよ杯出場 |
| ホロお正月CUP2023 (常闇トワ主催)    | 2023年1月7日  | Youtube    | 予選B(同文)                                        | B：ロボ子さん、さくらみこ、星街すいせい、夜空メル、白上フブキ、百鬼あやめ、角巻わため、姫森ルーナ、がうる・ぐら、カエラ・コヴァルスキア、こぼ・かなえる、(赤井はあと、雪花ラミィは辞退)        | ―             |
| ホロお正月CUP2023 (常闇トワ主催)    | 2023年1月7日  | Youtube    | 予選C(同文)                                        | C：ときのそら、アキ・ローゼンタール、癒月ちょこ、大空スバル、大神ミオ、兎田ぺこら、白銀ノエル、鷹嶺ルイ、博衣こより、クレイジー・オリー、パヴォリア・レイネ、ヴェスティア・ゼータ              | ―             |
| ホロお正月CUP2023 (常闇トワ主催)    | 2023年1月7日  | Youtube    | つよ杯                                             | さくらみこ、星街すいせい、夏色まつり、白上フブキ、大空スバル、百鬼あやめ、大神ミオ、猫又おかゆ、宝鐘マリン、風真いろは、鷹嶺ルイ、博衣こより                                                   | 同率9位       |
| ホロお正月CUP2023 (常闇トワ主催)    | 2023年1月7日  | Youtube    | ざこ杯                                             | ときのそら、ロボ子さん、夜空メル、癒月ちょこ、白銀ノエル、桃鈴ねね、ワトソン・アメリア、オーロ・クロニー、アーニャ・メルフィッサ、カエラ・コヴァルスキア、こぼ・かなえる、ヴェスティア・ゼータ | ―             |

### HLZNTL(Holizontal)[207]
| 大会名                   | 開催日       | 配信サイト | チーム名             | メンバー                                                         | 結果   |
| ------------------------ | ------------ | ---------- | -------------------- | ---------------------------------------------------------------- | ------ |
| VALORANT (RiotGames協同) | 2023年8月3日 | Youtube    | それが大事           | 百鬼あやめ、癒月ちょこ、常闇トワ、桃鈴ねね、ラプラス・ダークネス | 準優勝 |
| VALORANT (RiotGames協同) | 2023年8月3日 | Youtube    | ラッシュパトラッシュ | 紫咲シオン、ロボ子さん、夏色まつり、夜空メル、風真いろは         | 優勝   |

### ホロライブ公式主催
| 大会名                                   | 開催日        | 配信サイト | チーム名         | メンバー                                                                                        | 結果 |
| ---------------------------------------- | ------------- | ---------- | ---------------- | ----------------------------------------------------------------------------------------------- | ---- |
| ホロライブ・ゴールデンゲームウィーク2022 | 2022年5月8日  | Youtube    | モロだしだドン！ | A：アキ・ローゼンタール、ロボ子さん、さくらみこ、夏色まつり、角巻わため、雪花ラミィ             | 2位  |
| ホロライブ・ゴールデンゲームウィーク2022 | 2022年5月8日  | Youtube    | スターアニマル   | B：大空スバル、ときのそら、星街すいせい、尾丸ポルカ、博衣こより、沙花叉クロヱ                   | 3位  |
| ホロライブ・ゴールデンゲームウィーク2022 | 2022年5月8日  | Youtube    | トワチーム       | C：常闇トワ、夜空メル、姫森ルーナ、天音かなた、ラプラス・ダークネス(百鬼あやめは都合により辞退) | 4位  |
| ホロライブ・ゴールデンゲームウィーク2022 | 2022年5月8日  | Youtube    | 薔薇☆Dice        | D：鷹嶺ルイ、不知火フレア、宝鐘マリン、白銀ノエル、桃鈴ねね、風真いろは                         | １位 |
| ガルパホロライブカップinホロライブサマー | 2022年8月28日 | Youtube    | チームピュア     | A：ときのそら、AZKi、博衣こより                                                                 | 2位  |
| ガルパホロライブカップinホロライブサマー | 2022年8月28日 | Youtube    | チームハッピー   | B：獅白ぼたん、ラプラス・ダークネス、(アキ・ローゼンタールは辞退)                               | 1位  |
| ガルパホロライブカップinホロライブサマー | 2022年8月28日 | Youtube    | チームクール     | C：ロボ子さん、常闇トワ、沙花叉クロヱ                                                           | 3位  |
| ガルパホロライブカップinホロライブサマー | 2022年8月28日 | Youtube    | チームパワフル   | D：夏色まつり、尾丸ポルカ、(夜空メルは辞退)                                                     | 4位  |

### その他
| 大会名                                                           | 開催日         | 配信サイト    | チーム名 | メンバー | 結果              |
| ---------------------------------------------------------------- | -------------- | ------------- | -------- | --- | ----------------- |
| ホロライブスプラ大会 (夏色まつり主催)                            | 2019年12月19日 | YouTube       | A        | 星街すいせい、癒月ちょこ、宝鐘マリン | 1回戦敗退(シード) |
| ホロライブスプラ大会 (夏色まつり主催)                            | 2019年12月19日 | YouTube       | B        | ロボ子さん、赤井はあと、大神ミオ(大空スバルの代理) | 優勝              |
| ホロライブスプラ大会 (夏色まつり主催)                            | 2019年12月19日 | YouTube       | C        | 夜空メル、紫咲シオン、百鬼あやめ | 1回戦敗退         |
| ホロライブスプラ大会 (夏色まつり主催)                            | 2019年12月19日 | YouTube       | D        | アキ・ローゼンタール、兎田ぺこら、潤羽るしあ | 準優勝            |
| ホロライブスプラ大会 (夏色まつり主催)                            | 2019年12月19日 | YouTube       | E        | 白上フブキ、夏色まつり、白銀ノエル | 1回戦敗退         |
| ホロライブ釣り王決定戦 (大神ミオ主催)                            | 2020年3月22日  | Youtube       | A        | さくらみこ、アキ・ローゼンタール、兎田ぺこら、白銀ノエル、不知火フレア、宝鐘マリン、潤羽るしあ | 3位(122,190ベル)  |
| ホロライブ釣り王決定戦 (大神ミオ主催)                            | 2020年3月22日  | Youtube       | B        | 白上フブキ、星街すいせい、癒月ちょこ、大空スバル、紫咲シオン、百鬼あやめ、猫叉おかゆ | 2位(270,160ベル)  |
| ホロライブ釣り王決定戦 (大神ミオ主催)                            | 2020年3月22日  | Youtube       | C        | 夏色まつり、ロボ子さん、赤井はあと、天音かなた、姫森ルーナ、角巻わため、常闇トワ | 優勝(275,040ベル) |
| ホロライブ釣り王決定戦 (大神ミオ主催)                            | 2020年3月22日  | Youtube       | D        | 桐生ココ(龍が如くでの特別ルール参戦) | 4位(68,300ベル)   |
| ホロライブヨット大会 (ロボ子さん、星街すいせい主催)              | 2020年9月28日  | Youtube       |          | 白上フブキ、夜空メル、アキ・ローゼンタール、夏色まつり、姫森ルーナ、常闇トワ、尾丸ポルカ、桃鈴ねね、雪花ラミィ、友人A | 準優勝            |
| ホロライブ桃鉄10年トライアル王決定戦 (白上フブキ主催)            | 2021年2月13日  | Youtube       |          | ロボ子さん、アキ・ローゼンタール、白上フブキ、夏色まつり、癒月ちょこ、大神ミオ、白銀ノエル、角巻わため、(不知火フレアは機材不良により辞退) | 7位               |
| ホロぷよテト大会 (兎田ぺこら・星街すいせい主催)                  | 2023年4月16日  | Youtube       |          | ときのそら、ロボ子さん、さくらみこ、AZKi、アキ・ローゼンタール、白上フブキ、夜空メル、夏色まつり、大空スバル、戌神ころね、猫又おかゆ、宝鐘マリン、天音かなた、桃鈴ねね、尾丸ポルカ、鷹嶺ルイ、博衣こより、風真いろは                                                             | 1回戦敗退         |
| ゆるホロGFトーナメント (常闇トワ主催)                            | 2023年5月19日  | Youtube       |          | ロボ子さん、さくらみこ、星街すいせい、夏色まつり、アキ・ローゼンタール、夜空メル、大空スバル、百鬼あやめ、紫咲シオン、猫又おかゆ、兎田ぺこら、角巻わため、桃鈴ねね、尾丸ポルカ、ラプラス・ダークネス、風真いろは、鷹嶺ルイ、沙花叉クロヱ、博衣こより(白銀ノエル、湊あくあは欠席) | 1回戦敗退         |
| 勝ちたイカ！ホロライブスプラ大会 (戌神ころね・猫又おかゆ主催)    | 2023年12月9日  | Youtube       | 宝神秋祭 | 戌神ころね、アキ・ローゼンタール、夏色まつり、宝鐘マリン | 1位               |
| 勝ちたイカ！ホロライブスプラ大会 (戌神ころね・猫又おかゆ主催)    | 2023年12月9日  | Youtube       | GIS      | 白上フブキ、さくらみこ、ロボ子さん、不知火フレア | 2位               |
| 勝ちたイカ！ホロライブスプラ大会 (戌神ころね・猫又おかゆ主催)    | 2023年12月9日  | Youtube       | OLCS     | 猫又おかゆ、星街すいせい、鷹嶺ルイ、沙花叉クロヱ | 3位               |
| 第6回 Rakuten esports cup 大争奪戦～春爛熳～Warlander (楽天主催) | 2024年4月14日  | Youtube、楽天 | YELLOW1  | MARUTAKE、葉、はつめ、アステル・レダ | 優勝              |
| 第6回 Rakuten esports cup 大争奪戦～春爛熳～Warlander (楽天主催) | 2024年4月14日  | Youtube、楽天 | YELLOW2  | Absol、馬人、緋崎ガンマ、Tonbo | 優勝              |
| 第6回 Rakuten esports cup 大争奪戦～春爛熳～Warlander (楽天主催) | 2024年4月14日  | Youtube、楽天 | YELLOW3  | cheeky、yunocy、million、奏手イヅル | 優勝              |
| 第6回 Rakuten esports cup 大争奪戦～春爛熳～Warlander (楽天主催) | 2024年4月14日  | Youtube、楽天 | YELLOW4  | 恭一郎、幕末志士・坂本、ちくのぼチャレンジ、夏色まつり | 優勝              |